# Катастрофа Ан-124 під Керманом
Катастрофа Ан-124 під Керманом — авіаційна катастрофа, що сталася 15 листопада 1993 року. Вантажно-транспортний літак Ан-124-100 російської авіакомпанії «Авіастар» (належав Ульяновському авіаційно-промисловому комплексу) виконував чартерний міжконтинентальний рейс ATL-051 за маршрутом Ульяновськ — Москва — Прага — Дубай — Керман — Ташкент, але під час заходу на посадку в аеропорт Керман унаслідок помилок екіпажу й авіадиспетчера літак врізався в схил гори Джоупар за 35 кілометрів від летовища. Загинули всі 17 людей, що перебували на борту (14 членів екіпажу і 3 пасажири).